# هيمر
هيمر هي بلدة في منطقة ماركيشير كريس ، في شمال الراين وستفاليا ، ألمانيا .

## جغرافية
يقع هيمر في الطرف الشمالي من ساويرلاند بالقرب من الرور. أعلى ارتفاع ، 546 مترًا (1،791 قدمًا) ، يقع في بالفر والد في جنوب المدينة. أدنى ارتفاع هو 160 مترًا (525 قدمًا) في إديلبورج في الشمال الشرقي.
تشير تلال الدفن إلى أنه في حوالي عام 1250 قبل الميلاد. عاش في المنطقة رعاة ومزارعون من العصر البرونزي. تم اكتشاف مدافن من العصر الفرانكوني الميروفنجي حوالي 650 بالقرب من المركز المأهول اليوم.
تم ذكر هيمر لأول مرة تحت اسمه القديم هاديمار في 1072 في ميثاق من قبل الأسقف ملك كولونيا يمنح الأراضي بما في ذلك كنيسةسانت كوبا فون هيد ، وهي مقاطعة بندكتينية حديثة الإنشاء. في عام 1124 ، كانت كنيسة سيلف تابعة لكنيسة أبرشية سانت بورتريه. في عام 1124 ، انفصلت كنيسة أبرشية القديس فيتو عن أبرشية ميندن عام .
ظلت هيمر مستعمرة غير مهمة بدون حقوق سوق حتى بعد أن نالت كونتات ماريك استقلالها في القرن الثالث عشر ، عندما كان هيمر يقع على الحدود بين البلدين. على الرغم من عدم أهميتها السياسية ، نظرًا لموقعها على الطريق القديم من راينلاند إلى وسط ألمانيا (اليومشارع 7) ، فقد استقرت أبرشية كيرشسبيل-هايمر بالفعل من قبل عدد كبير من السكان وقد تطورت الصناعة والتعدين هناك بالفعل. تم الدفاع عن الحدود إلى كولونيا ، التي شكلها فقير جنوب شرق هيمر ، من قبل قلعة كلاوسنشتاين ، التي بنيت في عام 1353. أصبحت ملكية لعائلة واتشتندونك ، التي كانت تمتلك منزل هيمر في ذلك الوقت.

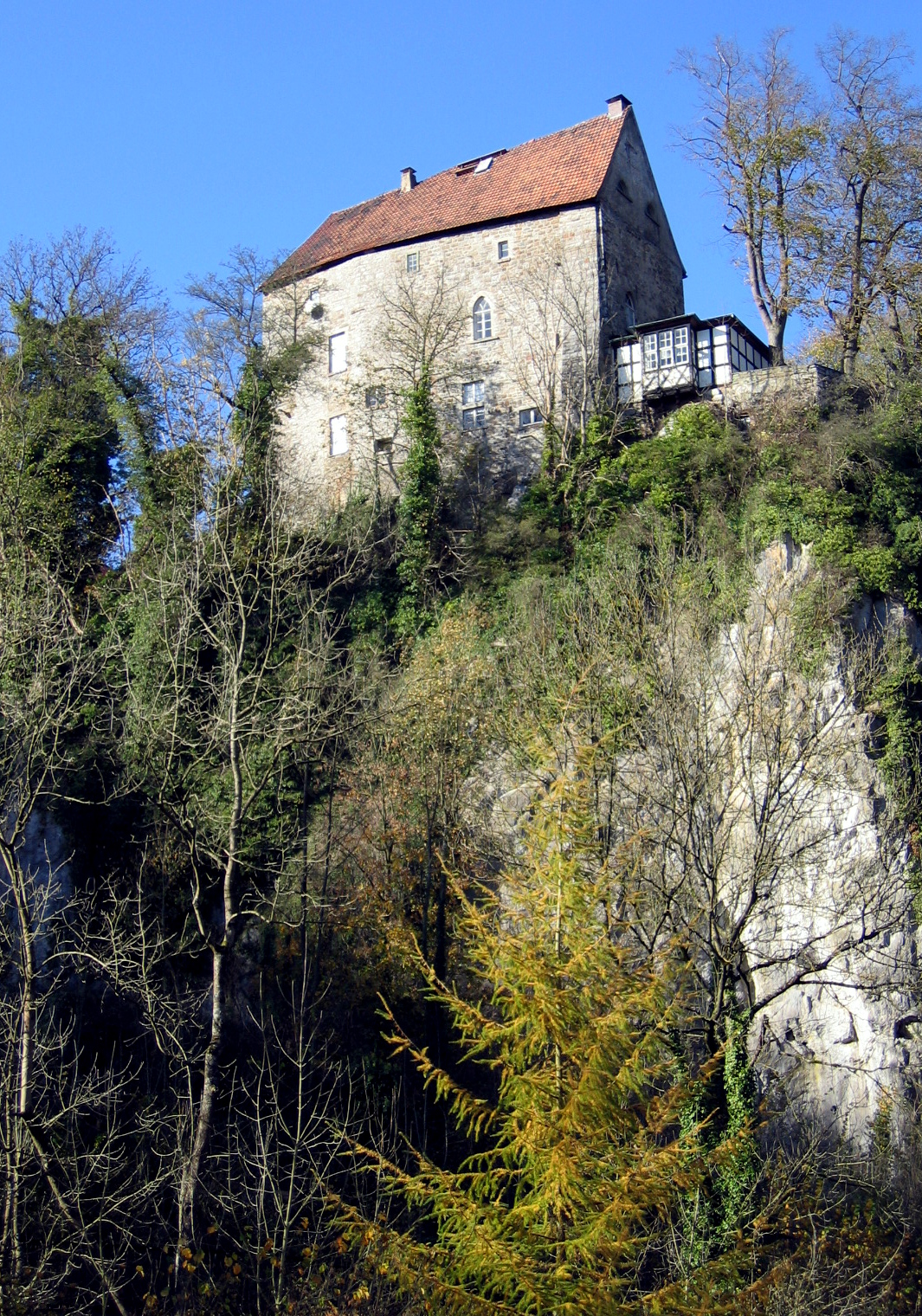
قلعة كلوسينشتاين

وصل الإصلاح إلى هيمر في النصف الثاني من القرن السادس عشر ، عندما أصبح القديس فيتوس همر (بالألمانية: فيتوسكيرش) بروتستانتيًا (تم هدمه في عام 1818 ، واستعيض عنه ببناء  الجديد القريب ، الذي بني 1819/20). في السنوات من 1697 إلى 1700 ، قام جوبست إدموند فون برابيك ، أسقف هيلدسهايم وأحد أقرباء المالكين الجدد للبيتهامر ، ببناء كنيسة القديس بطرس وبولس الباروكية ككنيسة كاثوليكية رومانية جديدة.
خلال الفترة النابليونية ، كان هيمر "مستنقعًا" في "منطقة" هاغن في "مقاطعة" الرور في إمارة بيرغ النابليونية.

### إنشاء شركة أمت همر
في 31 أكتوبر 1841 ، تم إنشاء مكتب همر من قبل 14 بلدية كانت تدار من قبل مقاطعة أرضمقاطعة إسرلون. كانت تتألف في الأصل من بلديات ، تسمي: ديلينجهوفن، دي انجهوفن، دي: : ايفرت، دي: كيسبيرن، دي: بيوت البلد، دي: لوسيل، دي: نيدرهيمر ، دي: أوبرهيمر ، دي سندوج ويستج بالإضافة إلى عزبة مانور في إديلبورج و بيت همروكلوسينشتاين. كان المكتب جزءًا من مقاطعة إيسيرلون. في عام 1910 تم دمج نيدرهيمر وأوبرهيمر في هيمر. في عام 1920 ، أصبحت لوسيل جزءًا من مكتب اوستريش.

### الإصلاح الطائفي عام 1929
كانت المجتمعات الصناعية الثلاثة في هيمر و صندوج وويستج قد أصبحت بالفعل مجتمعًا حضريًا واحدًا قبل الحرب العالمية الأولى. ظهرت فكرة توحيد المجتمعات الثلاث قبل الحرب ، لكن لم يتم تنفيذها حتى عام 1920 بسبب الحرب. لقد تم اقتراحه رسميا. ومع ذلك ، كان صاندوج و ويستنج في البداية غير متحمسين ، وبعد ذلك عارض كلاهما الاندماج في، إلى حد كبير لأن الصناعيين في كلا البلدين كانوا يخشون زيادة معدل ضريبة هيمر. في الوقت نفسه ، قامت مدينة إسرلون بمحاولات فاشلة لدمج عدة مجتمعات: لتمثي و النمسا إلى الغرب ، والمجتمع الصناعي في أميت هامر.بسبب المقاومة ، تم تأجيل اندماج المجتمعات الثلاثة حتى عام 1929 بأمر من وزارة الداخلية البروسية. في الوقت نفسه ، تنقسم بلدية جرونكول إلى أربعة أجزاء: تم دمج المنطقة الشمالية من غريزنبروك في منازل ريفية. التفت بيلفرينجين إلى هيمر. تم دمج الجزء المركزي حول ويرمنجس في إيسيرلون ؛، واندمجت الأجزاء الجنوبية مع ويستج. من 1 أغسطس 1929 ، تم تضمين هيمر و صاندوج و ويستج وبقايا بيوت البلد و الكحل في منطقة 26 كم.تبلغ مساحتها 82 كيلومترًا مربعًا ويسكنها 13809 نسمة.
أيضًا اعتبارًا من 1 أغسطس 1929 ، تم دمج بلدية بروكهاوزن في ديلينجهوفن. كان عدد سكان الريف في بروكهاوزن 588 نسمة فقط ، وكان يُعتبر غير ميسور التكلفة ككيان مستقل بسبب دخلهم المنخفض.
في 30 يناير 1936 ، حصلت بلدية هيمر على الحق في تسمية نفسها مدينة ( شتات ).

### الجيش
في عام 1934 أصبحت حمر بلدة حامية. في يناير 1934 ، تم اتخاذ القرار ببناء ثلاث ثكنات في بلدة إيسيرلون القريبة ، والتي لم يكن لديها أيضًا مساحة كافية لمعسكر تدريب. في اجتماع في يونيو ، تم اختيار أرض حول قرية أبريكي ، اشترت الدولة منها 3 كيلومترات مربعة في خريف العام نفسه. إضافة إلى اقتحاممستشفى وتحويلها إلى مستشفيات. كان هذا موضع تقدير كبير في هيمر حيث أثبت المستشفى أنه كبير جدًا ومكلف بالنسبة للمكتب ، لذلك يمكن بناء مستشفى جديد أصغر في وقت لاحق.
في ديسمبر 1934 تم بناء ثكنات مؤقتة للكتيبة في حمر. تم توقيع معاهدة رسمية للحامية بين هامر والدولة في 30 أكتوبر 1936 ، تنص على بناء ثكنات دائمة. كان البناء لا يزال غير مكتمل عندما بدأت الحرب العالمية الثانية في عام 1939 ، ولكن تم تسريعها لاحقًا وتغير اسم المبنى إلى معسكر سجن ستالاج.

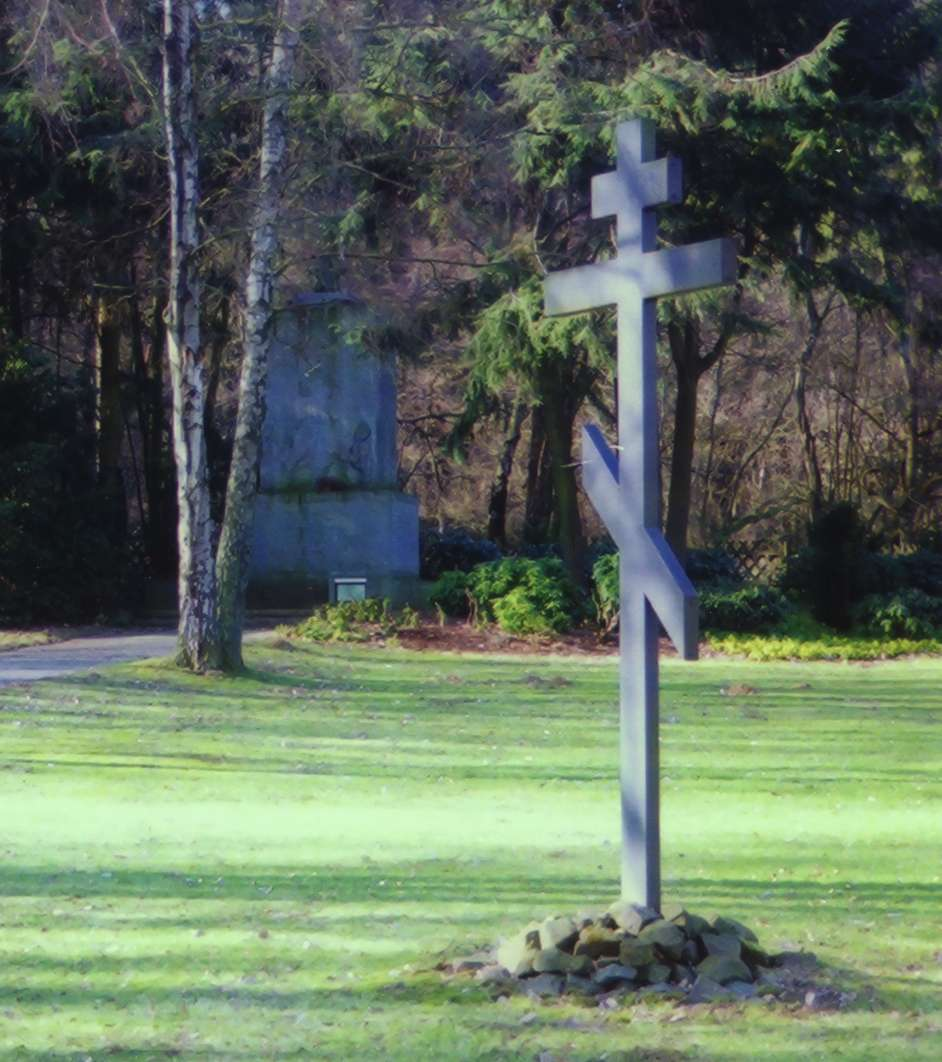
نصب تذكاري لأسرى الحرب في هيمر

وصل أول أسرى حرب بولنديين في أكتوبر 1939 واضطروا للنوم على الأرض لأن الأسرة لم تكن جاهزة. ظلت المعدات غير الكافية مشكلة طوال الحرب ، سواء بالنسبة للإمدادات في الجبهة أو بسبب الاكتظاظ المستمر في المخيم. في الأصل ، كان معظم أسرى الحرب من بولندا وفرنسا ، ولكن بعد اندلاع حرب عام 1 مع الاتحاد السوفيتي في عام 1941 ، سرعان ما أصبح أسرى الحرب السوفييت هم الأغلبية.
وتشير التقديرات إلى أن أكثر من 200 ألف سجين كانوا محتجزين في المعسكر خلال سنوات الحرب الست. وعادة ما كان هؤلاء القادرون على العمل القسري يعيشون بالقرب من أماكن عملهم ، ولهذا كان المعسكر الرئيسي نوعًا من "معسكر القتل" لأولئك الذين مرضوا في عام 1 من سوء الأحوال المعيشية والعمل القسري الشاق. وبحسب تقديرات غير مؤكدة ، هناك قرابة 24 ألف أسير حرب. تدور أحداث حرب هارت الخيالية في ميدان في أوائل عام 1945.
بعد الحرب ، تم استخدام ثكنات ، التي أعيدت تسميتها باسم كامب روزفلت ، في البداية كمعسكر اعتقال نازي. في عام 1947 تم تغيير اسمها إلى ثكنات أردين وخدم الجيش البلجيكي حتى عام 1955. بعد تشكيل الجيش الألماني عام 1957 ، تمركزت كتيبة دبابات في الثكنات. سميت في، في الأصل على اسم قرية يوبيرغ ، وأطلق عليها أخيرًا اسم ثكنة بلوخر في عام 1964.
في عام 1953 ، انتقلت القوات الكندية إلى الثكنات المشيدة حديثًا في ديلينجهوفن (حصون ماكليود وأمير ويلز) وعلى بعد كتلتين من الثكنات الألمانية السابقة في إيزرلون (حصون كابيل وبيوسيغور). أقام الجنود الكنديون وعائلاتهم في موقعين مختلفين في حمر. كان الموقع الرئيسي في برلينر شتراسه ، حيث توجد المدرسةومركز المجتمع ، والموقع الآخر كان متوقفًا في شوارع ، وهو موقع يستخدمه البلجيكيون سابقًا. في عام 1970 ، تم نقل الجيش الكندي إلى قواعد في الغابة السوداء (بادن بادن ولار) واستولى الجيش البريطاني على معظم الممتلكات الكندية السابقة ، بما في ذلك شقة زفاف هايمر.في عام 1994 ، تم استخدام ثكنات اليسار البريطاني وديلينجهوفن لأغراض مدنية ، وتم تسليم ثكنات إسرلون إما إلى الجيش الألماني أو استخدامها أيضًا لأغراض مدنية.
عندما تغيرت مهام الجيش الألماني ، لم تعد هناك حاجة للدبابات كما كانت خلال الحرب الباردة. تم الإعلان عن إغلاق الثكنات في عام 2004 ، وغادر آخر الجنود هامر في 23 يناير 2007 ، بعد 50 عامًا من انتقال الجيش الألماني إلى الثكنات.

### الإصلاح المجتمعي 1975
مع إعادة تنظيم الولايات والبلديات في عام 1974 ، تم حل المكتب. أصبحت ايفنجسن جزءًا من ألتينا في عام 1969. في عام 1974 أصبحت كيسبيرن جزءًا من إيسيرلون ، بينما أصبحت البلديات الأخرى في بيك و ديلينجهوفن و ايفرت تابعة لمدينة هيمر.

### قائمة العمد
حتى عام 1995 ، كان رئيس البلدية مكتبًا فخريًا وكان يؤدي وظائف رسمية فقط ، بينما كان المدير الإداري هو المسؤول الفعلي للمدينة. تم تقديم هذا النظام من قبل الحكومة العسكرية البريطانية في عام 1946 وألغيت في عام 1999. ومع ذلك ، عندما أجبر راينر هيرمان على الاستقالة في عام 1994 ، بعد وقت قصير من وفاةعامًا ، أصبح هايمر أول مجتمع وحيد القرن في ولاية شمال الراين وستفاليا الفيدرالية.
| رؤساء البلديات | Stadtdirektor |
| --- | --- |
| - كريستيان شفايتزر ( CDU ) - منذ عام 2020 - مايكل هيلمان (UWG) - 2016-2020 - مايكل إيسكن (CDU) - 24 يوليو 2003 - 2015 - Heinz Öhmann (CDU) - 30 مارس 1995 حتى 17 مارس 2003 - دوريس إيبينج (CDU) - 1994-1995 - كلاوس بوردا ( الحزب الاشتراكي الديمقراطي ) - 1987-1994 - هانز ماير (CDU) - 1975-1987 - فيرنر بيكمان ( FDP ) - 1975 (مؤقت) - هانز ماير (CDU) - 1969-1974 - فريدي كامينادي (الحزب الديمقراطي الاشتراكي) - 1961-1969 - كارل بود (FDP) - 1956-1961 - جوزيف هيسه ( زينتروم ) - 1952-1956 - جوزيف كليفنر (CDU) - 1949-1952 - رودولف ماي وورم (الحزب الديمقراطي الاشتراكي) - 1948-1949 - هيرمان أرندت (الحزب الاشتراكي الديمقراطي) - 1946-1948 - Heinz Hoose (SPD) - 1945-1946 - جوزيف كليفنر (زينتروم) - 1945 - فيلهلم لانجمان (مستقل ، لاحقًا NSDAP ) - 1934-1945 - رودولف لوببيك (NSDAP) - 1933-1934 - أوتو رينزيغ ( DVP ) - 1929-1933 - فريتز كلارفيلد (DVP / DNVP ) - 1919-1929 - هاينريش غرونيوالد - 1912-1919 - هيرمان ترامب - 1910-1912 | - راينر هيرمان - 1990-1994 - ديتر فوس - 1966-1990 - ولفجانج كريفت - 1965-1966 - هاينز هووز - 1946-1964 - مفوض من قبل ريتشارد إبيلينج 1949-1956 - مفوض من قبل إرنست لين 1960-1964 |

## دِين
في عام 2005 ، كان 15982 ساكنًا من البروتستانت ، و 11998 كاثوليكيًا و 10111 ينتمون إلى ديانات أخرى أو ليس لديهم دين على الإطلاق.
توجد في المدينة خمس أبرشيات رومانية كاثوليكية: القديس بطرس وبولس (نيدرهايمر ، بيك) ، المسيح كونيغ (شتاتميتي) ، القديس بيتر كانيسيوس (ويستيغ) ، القديسة ماريا (بايدنبروخ ، إهمرت) وسانت ديلينجهوفن). تعمل خمس رعايا معًا في الجمعية الرعوية. تضم عمادة أبرشية ماركيشيس ساويرلاند في بادربورنعضوًا.

## النقاط المثيرة للاهتمام

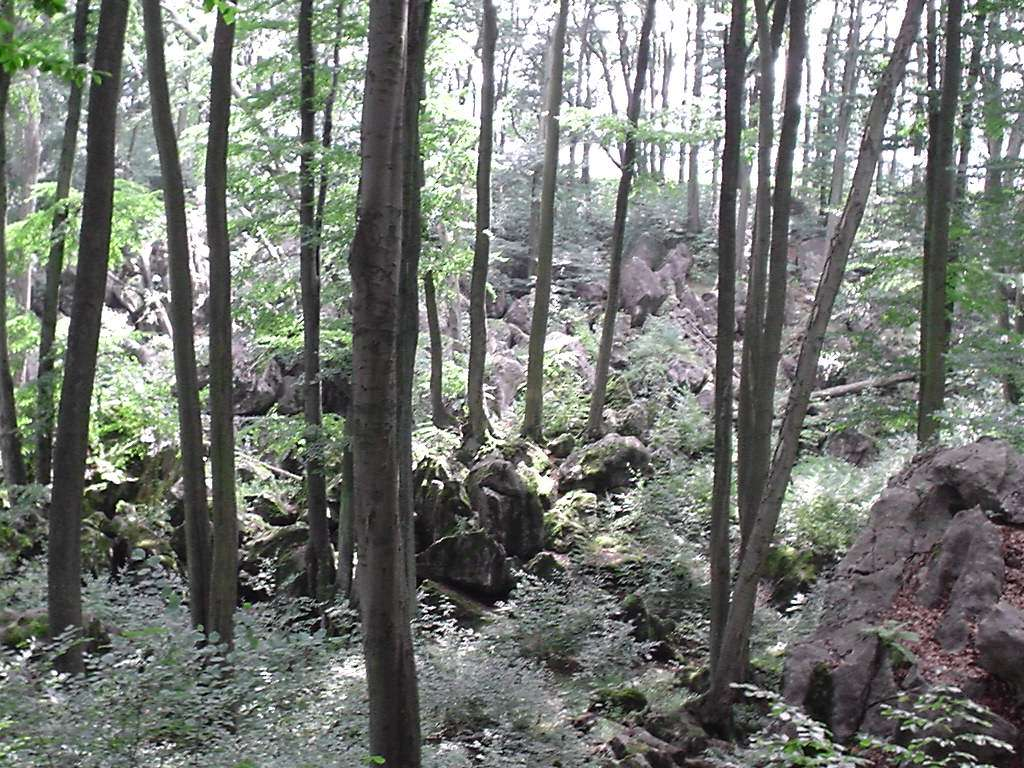
فيلسنمير

هو كهف من الحجر الجيري دينفون في هيمر تم اكتشافه رسميًا في عام 1812 ، ولكن ربما يكون السكان المحليون قد عرفوه قبل ذلك بكثير. يمكن للزوار الوصول إلى نظام الكهف الذي يبلغ طوله 470 مترًا مع بعض الهوابط والهيكل العظمي لدب الكهف.
القريبة هي منطقة كارستية صغيرة تم إنشاؤها جزئيًا عن طريق التعدين في العصور الوسطى وهي الآن محاطة بغابة من خشب الزان.
تشترك في وادي هوني مع ميندين و بالفا ، وهو واد ضيق به صخور جميلة منحوتة من الحجر الجيري نفسه على ضفاف .

## معطف الاذرع
تأتي خطافات الذئب الذهبية الثلاثة من شعار النبالة لعائلة برابيك ، أصحاب عائلة هيمر. الرسوم البيانية الحمراء والبيضاء على اليسار مأخوذة من شعار النبالة لكونتس ماركا. استخدم المكتب شعار النبالة الحالي للمدينة في الأصل ، ولكن عندما انحلت المدينة في عام 1975 تبنته المدينة. تم اختياره لأنكان أكثر إمتاعًا من الناحية المرئية والجمالية ، ولكن أيضًا لأن اعتماد شعار Amt يرمز إلى أن المدينة الأكبر كانت تتبع تقليد Amt. تم منح شعار النبالة رسميًا في 16 مارس 1976.
سيستخدم شعار النبالة الأول للمدينة نفس العناصر الشعارية ، ولكن بترتيب مختلف. تم استخدام نمط أخدود دائري باللونين الأحمر والأبيض حول المينا ، وكلها باللون الأسود مع ثلاثة خطافات ذئب صفراء في المنتصف. تم منح شعار النبالة هذا في 14 يناير (المكتب) و 15 يناير (المدينة) 1936 من قبلحاكم ويستفاليا.
في وقت مبكر من عام 1926 ، خطط مجتمع هايمر لإنشاء شعار النبالة. جاء التصميم ذو الرموز الصناعية من تراود ، لكن مدير أرشيف الدولة البروسي في مونستر ، البروفيسور لودفيغ شميتز كالينبرغ ، نصح بعدم القيام بذلك. بدلاً من ذلك ، ابتكر تصميمين يستخدمان العناصر الشائنة لعائلات برابيك وحساب العلامة التجارية. ابتكر هيمر رسماً بيانياً جديداً بعناصر شعارية من شعارات النبالة للمالكين السابقين لعائلة هيمر (عائلات متجاوز و انتظار دونك) ، ولكن في عام 1928 تم التخلي عن هذا الموضوع. عندما استؤنف النشاط في ثلاثينيات القرن الماضي ، كما اقترح في الأصل البروفيسور يوهانس بورمان من أرشيف الدولة البروسيفي أطروحة للمبشر فالديمار مالك.
في عام 1939 ، تلقت البلديات الأخرى التابعة للمكتب شعارات النبالة. تشترك الستات في ثلاثة خطافات أسماك كرمز مشترك يشير إلى ارتباطهم بالمكتب. ربطهم كل من و بمعاطف النبالة الخاصة بالعائلات النبيلة القديمة في البلدية ، بينما ربطهم ايفنجسن و ايفرت و كيسبيرن برموز صناعاتهم الرئيسية: صناعة الأحذية فيلـ  ايفنجسن ، والغزل لـ ايفرت والزراعة لـ كيسبيرن.
انظر أيضًا : شعار النبالة في أمت همر

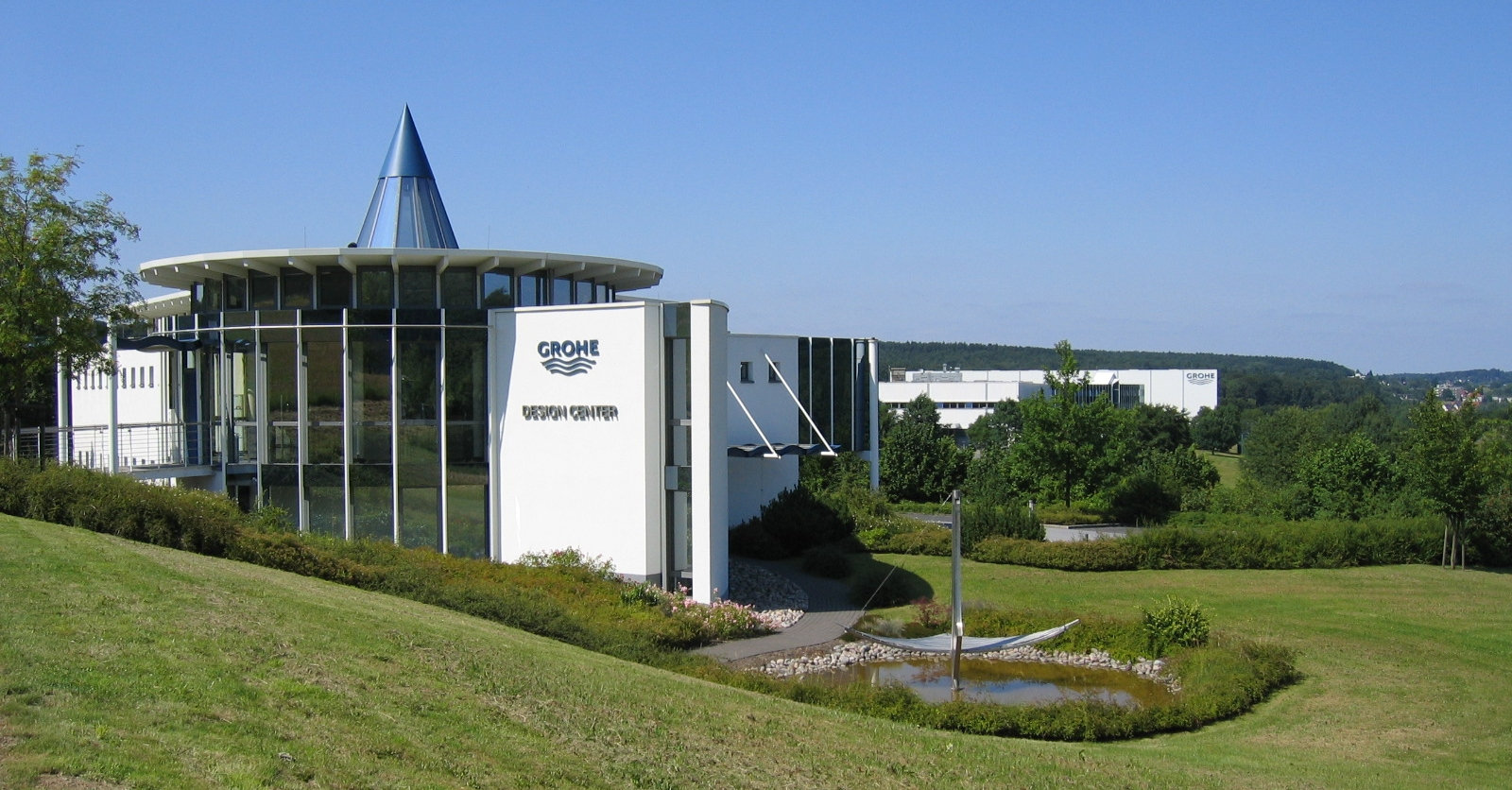
جروهي

## اقتصاديات
مثل معظم مناطق ماركيشيس كريس الشمالية الحالية ، تتمتع هيمر أيضًا بتاريخ صناعي طويل. كانت أهم القطاعات الاقتصادية في أوائل القرن العشرين هي معالجة الأسلاك والأسلاك وكذلك مصانع الدرفلة والمسابك والهندسة الميكانيكية. كان إنتاج الورق يتراجع بالفعل في ذلك الوقت. في عام 1927 ، كان لدى هيمر وايفرت ما مجموعه 27 مصنع درفلة في، وهو ما يمثل 23.7 ٪ من جميع مصانع الدرفلة في ألمانيا في ذلك الوقت.ومع ذلك ، نظرًا لأن المصانع كانت صغيرة جدًا ، فإن النسبة من حيث عدد الموظفين أقل إثارة للإعجاب.
كانت هيمر المقر الرئيسي لشركة كلارفيلد و سبرينجمير ، التي أسسها فريدريش كلارفيلد وهاينريش سبرينجمير حوالي عام 1870. في عام 1931 تم تغيير اسم الشركة إلى كلارفيلد وشركاه KG. في السبعينيات من القرن الماضي ، كانوا من مصنعي أدوات المائدة الفضية والمطلية بالفضة.
أفلست العديد من الشركات خلال فترة الكساد الكبير وفي نهاية الحرب العالمية الثانية ، ولكن حتى اليوم ، فإن قطاع هايمر الصناعي أعلى من المتوسط. يقع مقر مصنعي الإكسسوارات المشهورين عالميًا جروهي و كيسو في هيمر.

## النقل
يقع هيمر على الطريق السريع الفيدرالي 46 ، والذي انتهى منذ عام 1976 في منطقة بيلفريجسن في إيسيرلون ، قبل حدود هيمر مباشرة. تم تأجيل الاتصال بجزء آخر من A46 بالقرب من ارنسبرج لأنه كان من المفترض أن يمر الطريق الأصلي عبر محمية الجميع الطبيعية..

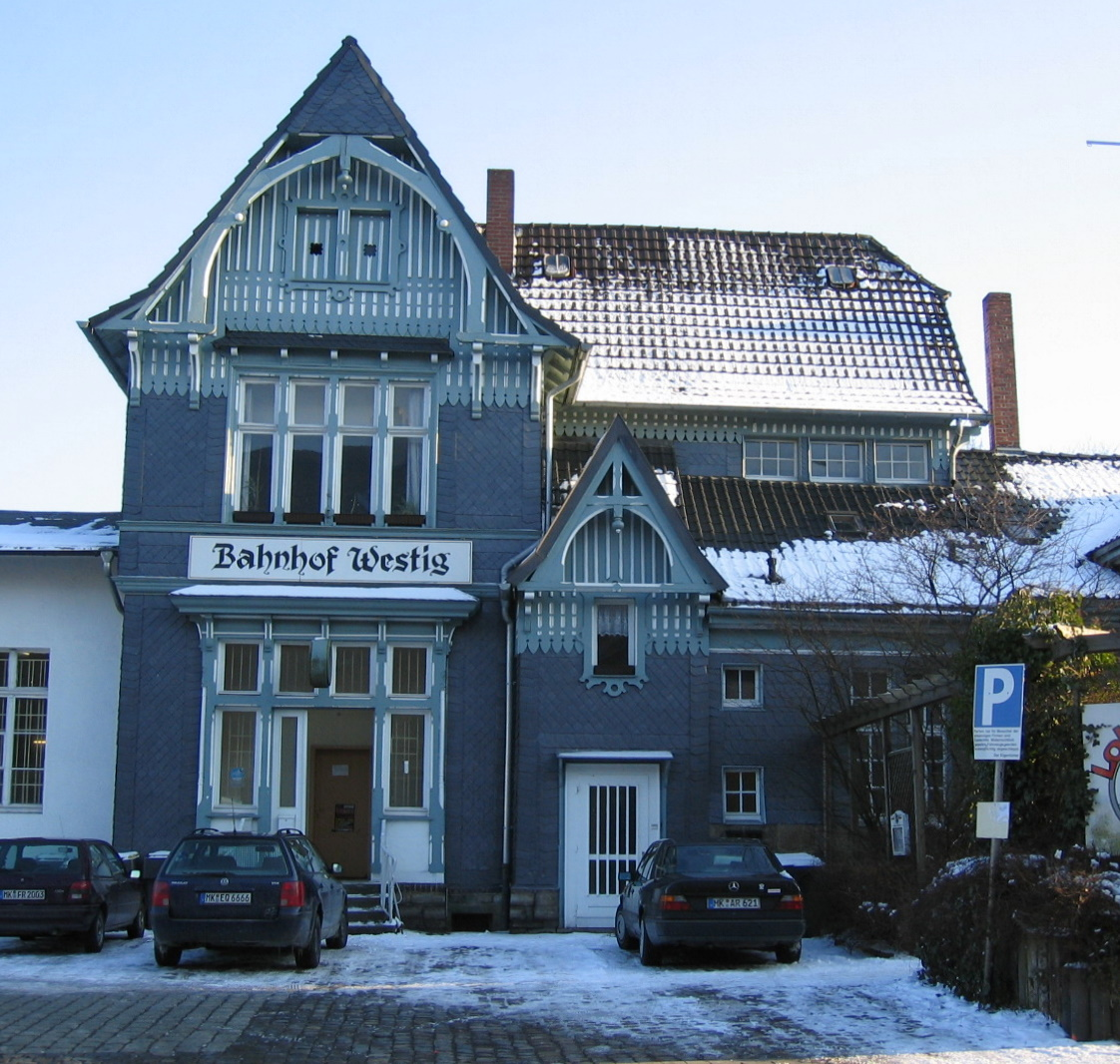
محطة القطار السابقة هيمر ويستج

تم توصيل هيمر بشبكة السكك الحديدية في 1 سبتمبر 1882 مع افتتاح الخط من ميندن إلى هيمر. في عام 1885 افتتح ملحق إيسيرلون. في عام 1891 تم بناء خط فرعي ل صاندوج. كانت الخطة الأصلية هي تضمين نوينريد ، لكن التوسع لم يتحقق أبدًا. كان لهيمر محطتان: واحدة في أوبرهيمر ، والأخرى في ويستيغ.بسبب الانخفاض الكبير في حركة الركاب والشحن ، توقفت العمليات ومر آخر قطار منتظم عبر هيمر في 27 مايو 1989. كان الطريق إلى إيسيرلون مزدحمًا ، لذلك استخدم البوندسوير الطريق المؤدي إلى ميندن فقط. من أجل نقل صهاريجها ، قامت بهذا النقل في عام 2006.
بالإضافة إلى السكك الحديدية العادية ، وصل خط سكة حديد ضيق عيار 1000 مم (3 أقدام 3 + 3⁄8 بوصة) إلى بلدية أمت هيمر لأول مرة في عام 1909 مع الاتصال من بوخنفالدشن (كالي) إلى إيسيرلوهن. تم توسيعه بسرعة: في عام 1913 تم ربط جميع مجتمعات هيمر تقريبًا بشبكة ويستفاليان سكك حديدية صغيرة. تم استخدام السكك الحديدية في الترام وحركة الشحن في، حيث كانت محطة ويستج بمثابة تقاطع بين السكك الحديدية الضيقة والمسارات العادية.
أأعيدت تسميتها إيسيرلوهنر مسار دائري في عام 1942 ، ولم تتوقف العمليات إلا بعد وقت قصير من الحرب العالمية الثانية. في الخمسينيات من القرن الماضي ، كان لا بد من إغلاق المزيد والمزيد من أقسام السكك الحديدية الضيقة لأنها لم تعد مربحة. تم استبدال الترام بالحافلات والشاحنات ، مما جعل نقل البضائع عفا عليه الزمن في عام . في عام 1964 تم إغلاق ويستج فريت ؛ تم إغلاق الترام فعليًا في عام 1959.

## المدن التوأم - المدن الشقيقة
توأمت هيمر مع: 
 
بوفري ، فرنسا (1968)
  بريتن ، ألمانيا (1979)
دوبرلوج كيرشين ، ألمانيا (1991)
  أوبيرفيلاخ ، النمسا (1985)
  شيولكوفو ، روسيا (1992)
  ستينويرك ، فرنسا (1967)

## مشاهير

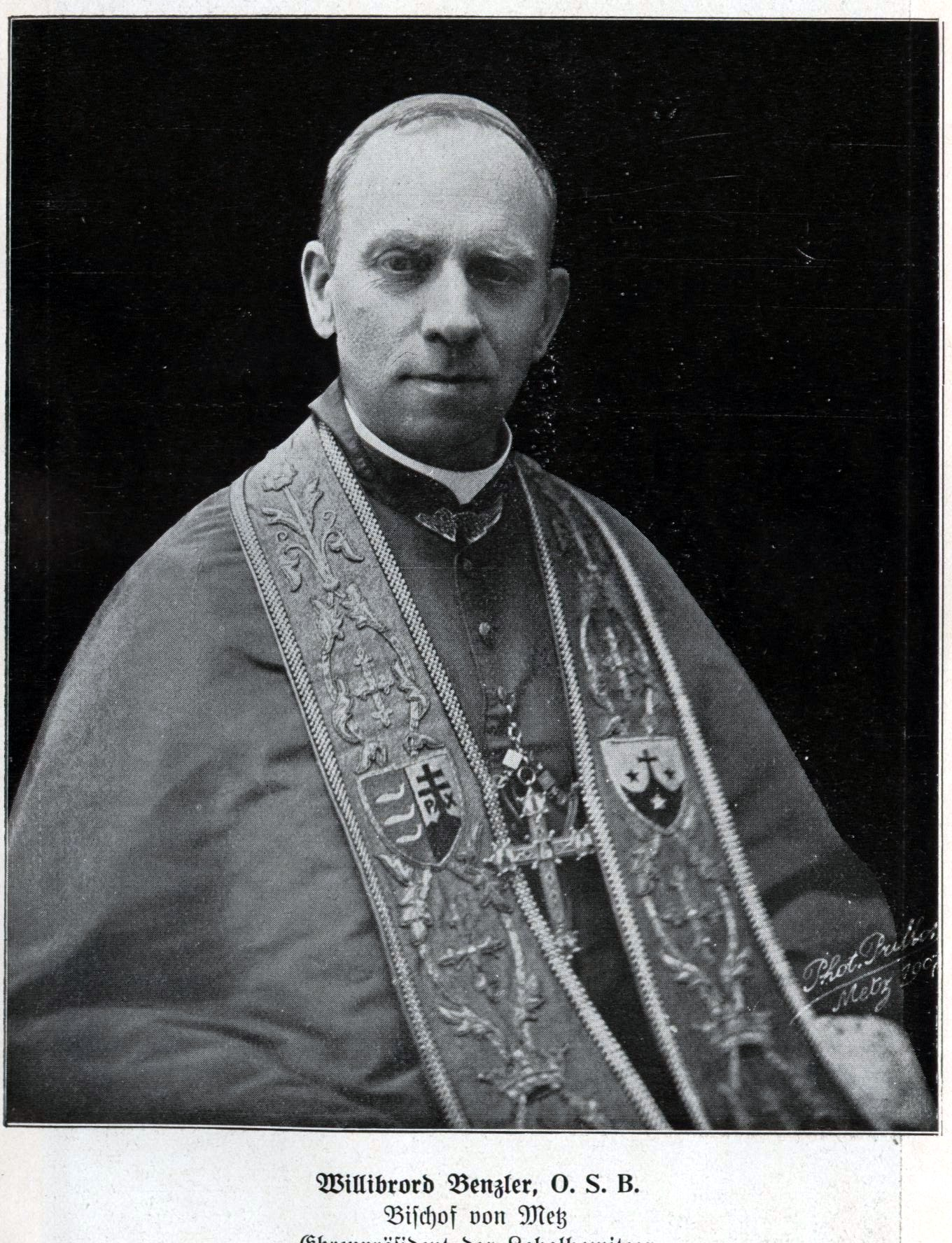
المطران ويليبرورد بنزلر

- ويليبرورد بنزلر (1853-1921) ، أسقف ميتز على المدى الطويل
- هانز برينزورن (1886-1933) ، طبيب نفسي ومؤرخ فني ، رائد في تحليل الصور النفسية
- هاينز ديتر إبينغهاوس (مواليد 1939) ، عالم رياضيات في جامعة ألبرت لودفيغ في فرايبورغ
- هاينز يفينباخ (1939-2015) ، تنفيذي هوكي الجليد
- وولفجانج بيكر (مواليد 1954) ، مخرج سينمائي ، حصل على دبلوم المدرسة الثانوية في فريدريش ليوبولد ويستي- النيمنازيوم
- توماس شيفر (1966-2020) ، محامٍ وسياسي ، وزير المالية في ولاية هيسن
- آخر الخشخاش (مواليد 1969) ، ملحن وقائد
- كريستيان هوميل (مواليد 1981) ، لاعب هوكي الجليد
- هندريك سيرينجهاوس (مواليد 1985) ، لاعب هوكي الجليد

## الأدب
- Stopsack ، Hans-Hermann (محرر ، لـ Volkshochschule Menden-Hemer-Balve): Hemer 1944-1949. Erinnnerungen، Zeitzeugenberichte und Dokumente aus einer Zeit des Umbruchs . منشور ذاتيًا ، Menden / Hemer 2004.
- Stopsack ، هانز هيرمان: Vom Amt zur Stadt. Zur Geschichte von Amt und Stadt Hemer von 1900 bis zur Gegenwart . منشور ذاتيًا ، Hemer 2000.(ردمك 3-00-006685-3)رقم ISBN 3-00-006685-3
- توماس ، إبرهارد ؛ فيشر ، كلاوس: هيمر . Stadt-Bild-Verlag ، لايبزيغ 1996.(ردمك 3-931554-12-0)رقم ISBN 3-931554-12-0
- ستوساك ، هانز هيرمان ؛ توماس ، إيبرهارد (محرران ، عن بلدة Hemer و Volkshochschule Menden-Hemer-Balve): Stalag VI A Hemer. Kriegsgefangenenlager 1939-1945. Eine Dokumentation . هيمر 1995.

## روابط خارجية
- الموقع الرسمي باللغة الألمانية
- موقع "Sauerlandpark Hemer" باللغة الألمانية